# MacLysaght & Douglas
MacLysaght & Douglas war ein Montagewerk für Kraftfahrzeuge und damit Teil der Automobilindustrie in Irland. Diese Firmierung ist auf zwei Anzeigen des Unternehmens von 1937 angegeben. Allerdings gibt es auch eine ältere Anzeige von 1934 mit McLysaght & Douglas.

## Unternehmensgeschichte
Das Unternehmen hatte seinen Sitz in Dublin. Die erste bekannte Erwähnung stammt von 1926. 1933 begann die Montage von Automobilen. Die Teile kamen zunächst von Peugeot, später auch von Hupmobile, Daimler-Benz und Renault. 1939 endete die Produktion. Danach verliert sich die Spur des Unternehmens.

## Fahrzeuge
Von 1933 bis 1939 entstanden Peugeot. Überliefert ist einerseits der 301 und andererseits ein Modell von 1937, dessen Motor mit 12,8 RAC Horsepower eingestuft war.
Für Hupmobile ist die Bauzeit von 1934 bis 1936 angegeben. Im ersten Jahr war es der Series 421-J mit einem Sechszylindermotor. Die Limousine bot Platz für sechs Personen. 1935 folgte ein billigeres Modell.
Modelle der Marke Mercedes-Benz wurden von 1935 bis 1939 montiert. Gesichert ist der Mercedes-Benz 200, denn davon existiert noch ein Fahrzeug im Museum von Motor Distributors. 1937 wurde eine Limousine mit 13,4 RAC-PS beworben.
Von 1937 bis 1938 entstanden Renault.

## Produktionszahlen
Nachstehend die Zulassungszahlen in Irland für Peugeot-, Hupmobile, Mercedes-Benz- und Renault-Fahrzeugen aus den Jahren, in denen MacLysaght & Douglas sie montierte.
| Jahr  | Peugeot       | Hupmobile     | Mercedes-Benz | Renault       | Summe         |
| ----- | ------------- | ------------- | ------------- | ------------- | ------------- |
| 1933  | nicht bekannt |               |               |               | nicht bekannt |
| 1934  | nicht bekannt | nicht bekannt |               |               | nicht bekannt |
| 1935  | nicht bekannt | nicht bekannt | nicht bekannt |               | nicht bekannt |
| 1936  | 27            | 5             | 17            |               | 49            |
| 1937  | 41            |               | 13            | nicht bekannt | 54            |
| 1938  | 33            |               | 11            | nicht bekannt | 44            |
| 1939  | nicht bekannt |               | nicht bekannt |               | nicht bekannt |
| Summe | 101           | 5             | 41            | nicht bekannt | 147           |